# Taça Latina de 1987
A Taça Latina de 1987 foi a 9.ª edição da Taça Latina.
Foi a 1.ª edição realizada desde 1963 e destina-se a jogadores jovens com menos de 23 anos.
| País     | J | V | E | D | GM | GS | DG  | Pts |
| -------- | - | - | - | - | -- | -- | --- | --- |
| Itália   | 3 | 2 | 1 | 0 | 34 | 5  | 29  | 5   |
| Portugal | 3 | 2 | 1 | 0 | 27 | 6  | 21  | 5   |
| Espanha  | 3 | 1 | 0 | 2 | 10 | 13 | -3  | 2   |
| França   | 3 | 0 | 0 | 3 | 4  | 51 | -47 | 0   |

|          | Itália | Portugal | Espanha | França |
| -------- | ------ | -------- | ------- | ------ |
| Itália   |        | 3-3      | 8-0     | 23-2   |
| Portugal |        |          | 4-2     | 20-1   |
| Espanha  |        |          |         | 8-1    |
| França   |        |          |         |        |